# Shadow WEST
Shadow WEST는 쟈니즈 Jr. 내의 유닛이다.  현재는 이 유닛으로 활동하고 있지 않다.

## 멤버
- 카네우치 토마
- 키타다 카즈야
- 무카이 코지
- 아사다 준야
- 코쟈 나이루

## 같이 보기
- 쟈니즈 사무소